# Conoeca
Conoeca is een geslacht van vlinders van de familie van de zakjesdragers (Psychidae).
De enige soort binnen dit geslacht is Conoeca guildingi Scott, 1865 die in Australië voorkomt.

## Soorten die niet meer in dit geslacht zijn geplaatst
- C. adelopis (Meyrick, 1893)
- C. annosella (Walker, 1869)
- C. conioptila (Turner, 1923)
- C. crepuscularis (Meyrick, 1893)
- C. charitodes (Meyrick, 1893)
- C. euryptera (Meyrick, 1893)
- C. hemicopa (Meyrick, 1908)
- C. ischnomorpha (Turner, 1923)
- C. lignatrix (Meyrick, 1922)
- C. malacodepta (Meyrick, 1933)
- C. mesogypsa (Meyrick, 1932)
- C. protorna (Meyrick, 1893)
- C. psammogona (Meyrick, 1931)
- C. saxosa (Meyrick, 1893)
- C. stictoptera (Lower, 1920)
- C. zonarcha (Meyrick, 1893)